# 第三帝国的兴亡
是威廉·勞倫斯·夏伊勒的一本講述納粹德國興衰的著作。該著作從1889年阿道夫·希特勒出生講起，故事內容一直敘述至1945年欧洲第二次世界大战结束。该书最早於1960年由美国西蒙與舒斯特出版。
该书取材自盟軍缴获的纳粹党文件、納粹宣传部长約瑟夫·戈培爾、納粹陸軍參謀長弗朗茲·哈爾德和意大利外交部長加莱阿佐·齐亚诺的日记、纽伦堡审判的证据和证词、英國外交、聯邦及發展事務部的报告，以及作者本人在納粹德国擔任六年記者的期間（1934年至1940年）为报纸、合众国际社和CBS电台报道纳粹德国新聞的回忆。

## 中譯本
1965年周紹儒譯成正體版《第三帝國興亡史》，由晨光出版社出版。1967年崔寶瑛譯成正體版《第3帝國興亡史》，由天祥出版社出版。1979年董乐山等譯成簡體版《第三帝国的兴亡 : 纳粹德国史》，由世界知识出版社出版。董樂山等譯本由麥田、左岸出版社先後出版正體版，書名《第三帝國興亡史》。